# D-War
 D-War és una pel·lícula fantàstica coreana dirigida per Shim Hyung-Rae, estrenada el 2007 i en DVD el 2008.

## Argument
Segons una llegenda coreana, terribles i misterioses criatures devastaran un dia la Terra. Un periodista està encarregat d'investigar fins al dia en què una misteriosa serp gegant fa la seva aparició amb la voluntat de destruir Los Angeles…

## Repartiment
- Ethan Kendrick: Jason Behr
- Sarah Daniels: Amanda Brooks
- Bruce: Craig Robinson
- Jack: Robert Foster
- Brandy: Aimee Garcia
- Agent Frank Pinsky: Chris Mulkey
- Agent Judah Campbell: John Ales
- Agent Linda Perez: Elizabeth Pena
- Mr Belafonte: Billy Gardell
- L'hipnotitzador: Holmes Osborne
- La psiquiatra: Nicole Robinson
- El secretari de defensa: Geoffrey Pierson
- Young Ethan: Cody Arens
- El periodista: Kevin Breznahan
- La mare de Sarah: Jody L. Carlson

## Anècdotes
- La història és realment basada en la llegenda coreana.